# Mongo Sisé
Mongo Sisé (de son vrai nom François-Xavier  Mongo Awaï Sisé né le 12 mai 1948 à Kinshasa et mort le 31 octobre 2008 à Kinshasa, est un dessinateur de bande dessinée congolaise (RDC), auteur de deux séries Bingo et Les Aventures de Mata Mata et Pili Pili,.

## Œuvres
- Série Bingo - Les aventures d'un enfant africain

1. Bingo en ville (1982)
2. Bingo à Yama-Kara (1982)
3. Bingo en Belgique ou L'Interdépendance (1983)
4. Bingo au Pays Mandio ou La Lutte contre la désertification (1984)

- Série Les Aventures de Mata Mata et Pili Pili

1. Le Boy (1982)

- Mokanda Illusion (2012, inédit issu de ses archives)